# Charinus caribensis
Charinus caribensis är en spindeldjursart som först beskrevs av Quintero 1986.  Charinus caribensis ingår i släktet Charinus och familjen Charinidae. Inga underarter finns listade i Catalogue of Life.